# Uniforme de la selección de fútbol de Portugal
Por lo general la Selección de fútbol de Portugal usa color rojo como base en sus camisetas titulares, en ocasiones usa tonos borgoña, vinotinto o granate y el verde como complemento. En sus camisetas alternativas ha usado colores blanco, negro, celeste, azul y verdeazulado.

## Evolución del uniforme

### Local
| 1921 | 1925 | 1928 | 1929-1964 | 1964-1975 | 1976-1980 | 1980-1984 | 1984-1986 | 1986-1988 |

| 1988-1990 | 1990-1991 | 1991–1993 | 1993-1994 | 1995-1996 | 1996-1997 | 1997-1998 | 1998-2000 | 2000-2002 |

| 2002-2004 | 2004-2006 | 2006-2008 | 2008-2010 | 2010-2012 | 2012-2014 | 2014-2016 | 2016-2018 | 2018-2020 |

| 2020-2022 |  | 2022-2024 | 2024 | 2025-act. |

### Visitante
| 1966 | 1984-1986 | 1986-1988 | 1991-1992 | 1993-1994 | 1995 | 1996-1997 | 1997-1998 | 1998-2000 |

| 2000-2002 |  | 2002-2004 | 2004-2006 | 2006-2008 | 2008-2010 | 2010-2012 | 2012-2013 | 2013-2014 | 2014-2016 |

| 2016-2018 | 2018-2020 | 2020-2022 | 2022-2024 | 2024 | 2025 - Actual |

### Tercero
| 2007 | 2014-2015 | 2015-2016 |

### Especial
- 2005: Uniforme usado en un partido amistoso ante la República de Irlanda, como parte de la campaña "Stand Up, Speak Up" impulsada por Nike que buscaba combatir el racismo en el fútbol europeo.

| 2005 |

## Proveedores
| Periodo de temporadas del acuerdo | Proveedor deportivo oficial | Origen                    |
| --------------------------------- | --------------------------- | ------------------------- |
| 1920–1960                         | Ninguno                     |                           |
| 1960–1976                         | Marlec                      | Bandera de Portugal       |
| 1976–1994                         | Adidas AG                   | Bandera de Alemania       |
| 1995–1996                         | Olympic Sportswear          | Bandera de Bélgica        |
| 1997–2024                         | Nike, Inc.                  | Bandera de Estados Unidos |
| 2025–                             | Puma AG                     | Bandera de Alemania       |